# Filip Limański
Filip Limański (ur. 20 maja 1902 w Piotrowicach, zm. 21 maja 1921 pomiędzy Zdzieszowicami a Dąbrówką) – polski ślusarz, powstaniec śląski. 

## Życiorys

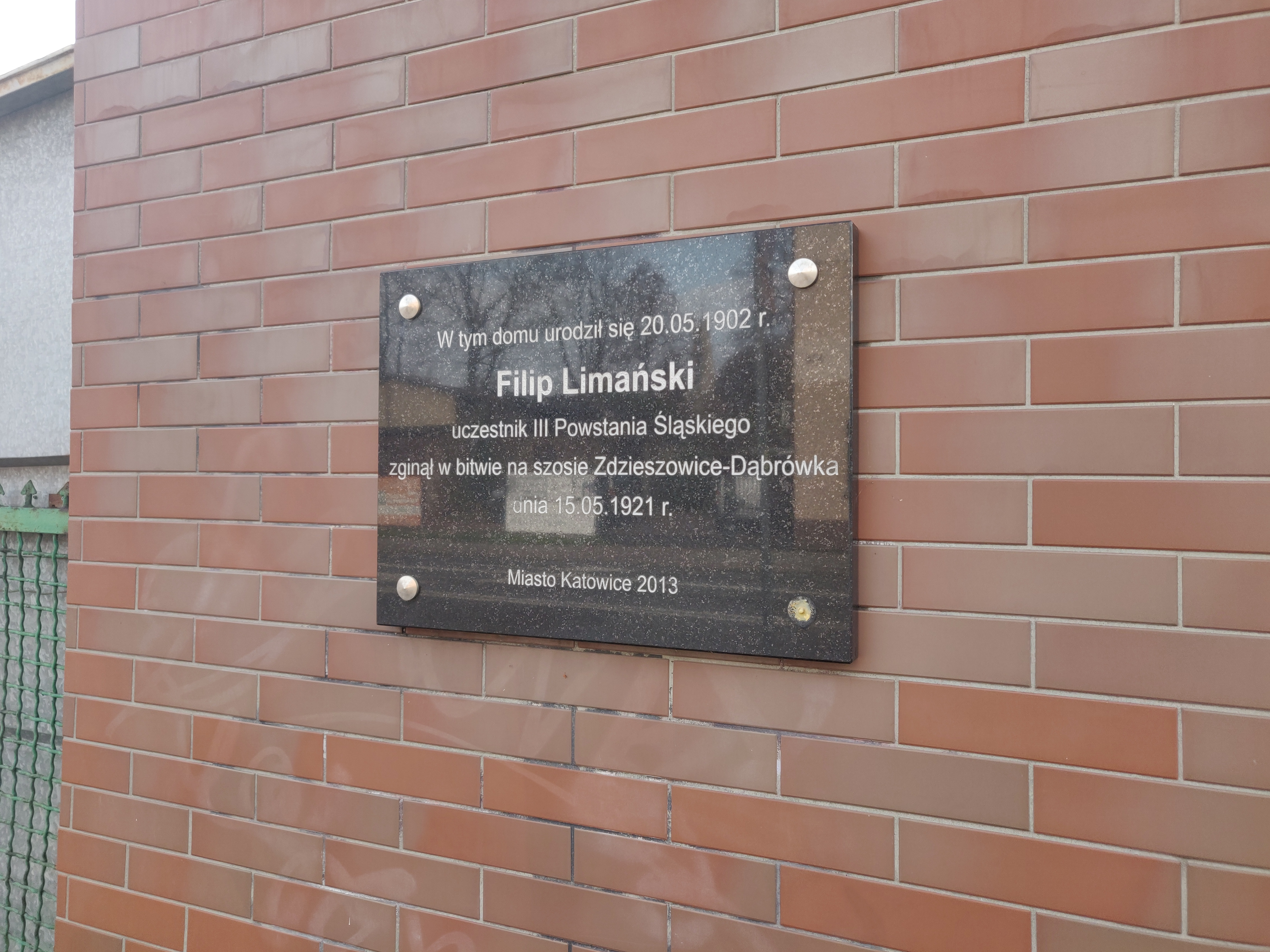
Tablica pamiątkowa umieszczona w miejscu narodzin Filipa Limańskiego, tj. budynku przy ulicy gen. Z. Waltera-Jankego 179 w Katowicach (2022)

Urodził się 20 maja 1902 roku w Piotrowicach (późniejsza część Katowic) w rodzinie Tomasza i Anny. Z zawodu był ślusarzem, a pracował w tamtejszej fabryce maszyn górniczych Stephan Fröhlich und Klüpfel. Był członkiem chóru „Jutrzenka” i działaczem Towarzystwa Gimnastycznego „Sokół”.
W 1919 roku wstąpił do Polskiej Organizacji Wojskowej Górnego Śląska. Brał udział w III powstaniu śląskim, gdzie wchodził w skład batalionu szturmowego dowodzonego przez Wilhelma Widucha. 21 maja 1921 roku starł się z Niemcami na drodze łączącej Zdzieszowice z Dąbrówką, gdzie zmarł.
Pośmiertnie, w 1938 roku został odznaczony Medalem Niepodległości

## Upamiętnienie
- Plac Filipa Limańskiego w Katowicach, na terenie dzielnicy Piotrowice-Ochojec[5][6],
- Tablica pamiątkowa w miejscu jego narodzin – na ścianie budynku przy ulicy gen. Z. Waltera-Jankego 179 w Katowicach[7],
- Tablica pamiątkowa w kaplicy Matki Bożej przy ulicy A. Grottgera 3 w Katowicach, upamiętniająca zmarłych powstańców śląskich z Piotrowic, w tym Filipa Limańskiego[8].